# اوکسانا یرمیوا
اوکسانا یرمیوا (انگلیسی: Oksana Yeremeyeva؛ زادهٔ ۲۱ فوریهٔ ۱۹۹۰) بازیکن فوتبال اهل روسیه است.
وی همچنین در تیم ملی فوتبال زنان روسیه بازی کرده‌است.